# Bocas del Toro (cidade)
Bocas del Toro é a capital da província panamanenha homônima. É situada em um extremo da ilha Colón, uma das que fecham a laguna de Chiriquí, na baía Almirante, onde se exploram amplamente os afamados camarões. É uma cidade moderna por seu aspecto e construção. Em 1904 sofreu um incêndio do que teve que ser reconstruída. Constitui o centro administrativo e comercial da província. É porto de exportação de plátanos (denominados guineos) já que a província destaca por ser a maior produtora destes; também comercia com café, cacau, cocos e outros produtos tropicais. É sede episcopal. Possui comunicações marítimas além de aéreas. População (2000), 3.139 habitantes.

## Cidades Irmãs
- Nuuk, Groenlândia.
- Nome, Alaska.